# حوزه انتخابیه لنگرود
حوزهٔ انتخاباتی لنگرود یکی از حوزه از حوزه‌های استان گیلان برای انتخابات مجلس شورای اسلامی است. این حوزه به مرکزیت لنگرود، یک نماینده دارد.

## نمایندگان ادوار

### دوره اول
سیف‌الله عبدالکریمی

### دوره دوم
میرعلی نقی سیدخاوری لنگرودی

### دوره سوم و چهارم
پرویز صیقلی کومله

### دوره پنجم
حسن دهگان

### دوره ششم
محمود اخوان بازارده

### دوره هفتم
محمدعلی حیدری شلمانی

### دوره هشتم ، نهم و دهم
مهرداد بائوج لاهوتی

### دوره یازدهم
پرویز محمدنژاد قاضی‌محله

### دور دوازدهم
مهرداد بائوج لاهوتی

## پی‌نوشت و منبع
- «جدول حوزه‌های انتخابیه در انتخابات دهمین دورهٔ مجلس شورای اسلامی» (PDF). مرکز پژوهش و سنجش افکار صدا و سیما. بایگانی‌شده از اصلی (PDF) در ۵ اكتبر ۲۰۱۸. دریافت‌شده در ۳ اوت ۲۰۱۶. تاریخ وارد شده در |archive-date= را بررسی کنید (کمک)